# Nagalingam Shanmugathasan
Nagalingam Shanmugathasan (in tamil: நாகலிங்கம் சண்முகதாசன்; 1920 – 8 febbraio 1993) è stato un politico cingalese.

## Biografia
Proveniente dalla zona di Jaffna, nel nord del Paese, aderì al movimento sindacale negli anni quaranta e divenne attivista del Partito Comunista. Nel 1964, quando il movimento comunista internazionale fu diviso dallo scontro la Cina e l'Unione Sovietica, fondò un nuovo partito chiamato Partito Comunista di Ceylon - Ala Pechino che più tardi cambiò il nome in Partito Comunista Maoista di Ceylon.
Nel 1965 si candidò senza successo al Parlamento.
Dopo la tentata ribellione comunista del 1971 (chiamata Janatha Vimukthi Peramuna) fu arrestato e tenuto in carcere per un anno con l'accusa di incitare alla rivolta armata.